# Баю-Л'Юрс (Луїзіана)
Баю-Л'Юрс (англ. Bayou L'Ourse) — переписна місцевість (CDP) в США, в окрузі Ассумпсьйон штату Луїзіана. Населення — 1806 осіб (2020).

## Географія
Баю-Л'Юрс розташований за координатами 29°43′3″ пн. ш. 91°3′38″ зх. д. / 29.71750° пн. ш. 91.06056° зх. д. (29.717411, -91.060610).  За даними Бюро перепису населення США в 2010 році переписна місцевість мала площу 7,05 км², уся площа — суходіл.

## Демографія
Згідно з переписом 2010 року, у переписній місцевості мешкало 1978 осіб у 702 домогосподарствах у складі 526 родин. Густота населення становила 280 осіб/км².  Було 810 помешкань (115/км²).
Расовий склад населення:
| - 88,9 % — білих - 2,4 % — корінних американців - 2,2 % — чорних або афроамериканців - 1,2 % — азіатів - 0,2 % — вихідців з тихоокеанських островів - 3,0 % — осіб інших рас |

До двох чи більше рас належало 2,2 %. Частка іспаномовних становила 5,3 % від усіх жителів.
За віковим діапазоном населення розподілялося таким чином: 27,1 % — особи молодші 18 років, 64,8 % — особи у віці 18—64 років, 8,1 % — особи у віці 65 років та старші. Медіана віку мешканця становила 36,1 року. На 100 осіб жіночої статі у переписній місцевості припадало 100,2 чоловіків;  на 100 жінок у віці від 18 років та старших — 100,3 чоловіків також старших 18 років.
Середній дохід на одне домашнє господарство  становив 52 426 доларів США (медіана — 42 868), а середній дохід на одну сім'ю — 57 285 доларів (медіана — 41 767). За межею бідності перебувало 26,2 % осіб, у тому числі 53,2 % дітей у віці до 18 років та 6,9 % осіб у віці 65 років та старших.
Цивільне працевлаштоване населення становило 520 осіб. Основні галузі зайнятості: освіта, охорона здоров'я та соціальна допомога — 17,9 %, виробництво — 17,5 %, транспорт — 14,0 %, будівництво — 12,1 %.